# Aneulophus africanus
Aneulophus africanus är en tvåhjärtbladig växtart som beskrevs av George Bentham. Aneulophus africanus ingår i släktet Aneulophus och familjen Erythroxylaceae. Inga underarter finns listade i Catalogue of Life.